# Steve Hanley (musicista)
Steve Hanley (Dublino, 29 maggio 1959) è un musicista britannico d'origine irlandese.
Cresciuto a Manchester, fu il bassista dei Fall dal 1979 al 1998.
Le sue linee di basso distintive e muscolose erano una parte caratteristica del loro sound.
Attualmente è membro dei Brix & the Extricated.
Hanley è un membro fondatore dei Fall, secondo solo a Mark E. Smith nella longevità della band. Con Peter Hook, Andy Rourke e Gary Mounfield, è ampiamente considerato uno dei bassisti di spicco della sua generazione. È sempre stato molto riservato e raramente intervistato; per questo motivo la sua autobiografia del 2014 The Big Midweek: Life Inside The Fall è stata molto attesa e ha riscosso un ampio consenso per la sua sincera onestà e il suo umorismo asciutto e senza nonsensi.

## Carriera

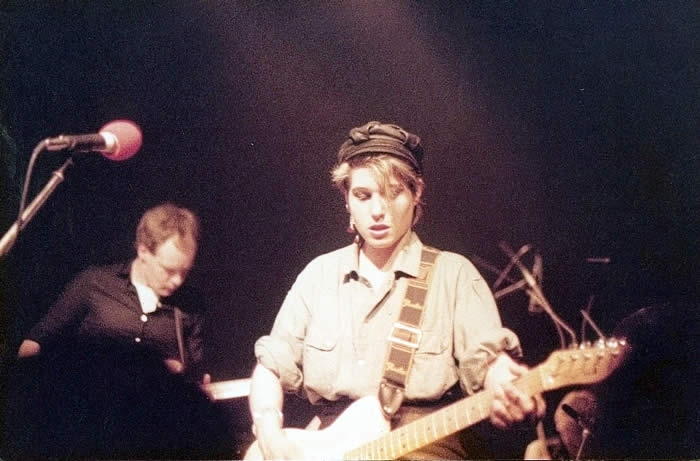
The Fall: Steve Hanley e Brix Smith, Perverted By Language tour, Amburgo, 13 aprile 1984

Nel 1978 ha suonato nei Sirens insieme a Marc Riley e Craig Scanlon. Quando Riley partì per unirsi ai The Fall, il nome del gruppo divenne Staff 9, ma si sciolse quando anche Hanley e Scanlon si unirono ai The Fall nel 1979. Durante la prima metà degli anni '80, anche il fratello Paul Hanley divenne un membro dei The Fall, suonando la batteria e le tastiere.
In un'intervista alla fine degli anni '80, Smith ha affermato che "l'aspetto più originale di The Fall è Steve ... Non ho mai sentito un bassista come lui. È il suono di The Fall". Hanley ha scritto la musica per oltre 100 canzoni dei The Fall in più di una dozzina di album; compresi i brani Rowche Rumble, Fiery Jack, Container Drivers, Lie Dream of a Casino Soul, Totally Wired, Winter, The NWRA, To Nkroachment: Yarbles, I Am Damo Suzuki, Jerusalem, Van Plague?, Yes, O Yes, Free Range, fino a Bill is Dead, che è la sua canzone dei The Fall preferita sia per lui che per Smith. Steve Hanley lasciò i The Fall nell'aprile del 1998 a seguito di un alterco sul palco a New York, che portò anche alla partenza del batterista di lunga data Karl Burns e del chitarrista Tommy Crooks. Smith chiese a Hanley di tornare, ma il bassista declinò.

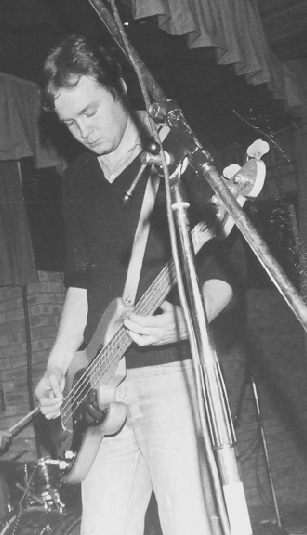
Hanley, live con i The Fall, 1980

Dopo la sua partenza dai The Fall, formò gli Ark con Burns, Crooks e l'ex bassista dei Creepers Pete Keogh, band che pubblicò l'album Brainsold nel 2002, e si unì ai Lovers nel 2001, un gruppo guidato da Tom Hingley degli Inspiral Carpets. Entrambe queste band ebbero come membro anche Paul Hanley. I Lovers pubblicarono due album, Abba Are the Enemy, uscito nel 2004, e Highlights uscito nel marzo 2008. La band si è sciolta in modo pacifico nel 2012.
Per un breve periodo Hanley fu membro dei Factory Star di Martin Bramah, anch'egli ex membro dei The Fall, così come suo fratello Paul Hanley. The Big Midweek, un libro che racconta il tempo di Hanley con i The Fall, scritto da lui con Olivia Piekarski, è stato pubblicato da Route Publishing il 15 settembre 2014. In seguito è entrato a far parte del gruppo Brix & The Extricated insieme al fratello Paul, Steve Trafford e Jason Brown.
La sua autobiografia del 2014 The Big Midweek: Life Inside the Fall è stata accolta positivamente dalla critica.